# (1601) Патри
(1601) Патри (фр. Patry) — небольшой астероид главного пояса, который был открыт 18 мая 1942 года французским астрономом Луи Буайе в Алжирской обсерватории и назван в честь другого французского астронома Андре́ Патри.

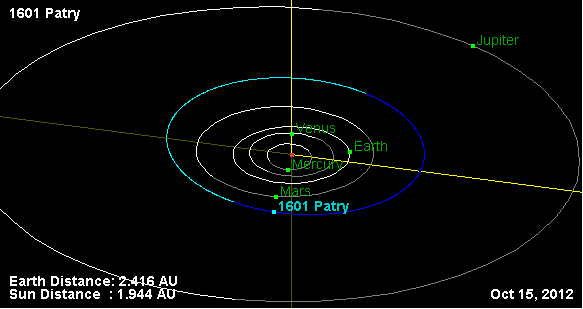
Орбита астероида Патри и его положение в Солнечной системе